# Pa amb tomàquet
Pa amb tomàquet (španělsky: pan con tomate, na Mallorce též pà amb oli) je tradiční předkrm z katalánské kuchyně. Jedná se o plátek chleba potřený rajčatovou omáčkou, s olivovým olejem a solí, často také česnekem. Někdy se přidává také sýr, šunka nebo španělská tortilla. Pa amb tomàquet je typickým příkladem středomořské stravy.
Kromě Katalánska se dá s tímto pokrmem setkat v Aragónu, na Baleárech, v Murcii, ve Valencii, Andalusii, na Kanárských ostrovech a v dalších částech Španělska a Itálie.